# Kinkdom
Kinkdom (también conocido como Kinks Kinkdom) es el cuarto álbum de estudio de la banda británica de rock The Kinks, lanzado exclusivamente en Estados Unidos en 1965. Al igual que el disco Kinks-Size, contiene canciones que no aparecen en la versión británica del mismo. Llegó al puesto número 47 de la lista Billboard.
Incluye las cuatro canciones del lanzamiento británico en formato EP Kwyet Kinks (incluyendo las dos caras del sencillo estadounidense "A Well Respected Man"), más "Naggin' Woman" (descartada de la versión estadounidense de su anterior disco Kinda Kinks), los sencillos "Who'll Be the Next in Line" (su cara B ya se incluyó en la versión estadounidense de Kinda Kinks), "See My Friends"/"Never Met a Girl Like You Before" y la cara B "I Need You" (la cara A "Set Me Free" ya se incluyó en la versión estadounidense de Kinda Kinks LP) además de dos canciones antiguas. "It's Alright" fue la cara B del exitoso sencillo de 1964 "You Really Got Me" y aún no había aparecido en ningún lanzamiento de Estados Unidos. "Louie Louie", otra pista de 1964, ya se incluyó en Kinks-Size.
Significó el último lanzamiento exclusivo para Estados Unidos, ya que a partir de The Kink Kontroversy, Reprise records lanzó las versiones estadounidenses idénticas a las ediciones británicas.
Estas pistas se encuentran en las ediciones en CD de Kinks y Kinda Kinks.

## Lista de canciones
- Todas las canciones compuestas por Ray Davies, excepto donde se indique lo contrario.

### Cara A
1. "A Well Respected Man"
2. "Such a Shame"
3. "Wait Till the Summer Comes Along"
4. "Naggin' Woman" (Anderson, West)
5. "Never Met a Girl Like You Before"
6. "See My Friends"

### Cara B
1. "Who'll Be the Next in Line"
2. "Don't You Fret"
3. "I Need You"
4. "It's Alright"
5. "Louie Louie" (R. Berry)